# Janusz Czyrek
Janusz Czyrek (ur. 5 marca 1966 w Rzeszowie) – polski piłkarz grający na pozycji napastnika.

## Kariera
Jest wychowankiem Stali Rzeszów. W swojej karierze występował między innymi w ekstraklasowych zespołach Zawiszy Bydgoszcz i Stali Mielec. Łącznie na boiskach polskiej I ligi rozegrał 5 sezonów, 129 spotkań, strzelając przy tym 20 goli. Oprócz tego występował w drugoligowych klubach: Siarce Tarnobrzeg, Aluminium Konin i Hetmanie Zamość.
Grał również w zespołach niższych lig piłkarskich: Zelmerze Rzeszów, Piaście Nowa Wieś (k.Rzeszowa), Strugu Tyczyn, Elektrociepłowni Rzeszów oraz w TG Sokół Sokołów Małopolski. Karierę zawodniczą zakończył w 2010 roku po występach w Stali Łańcut.

## Sukcesy
- 1992/1993 – 6 miejsce w I lidze ze Stalą Mielec
- 1991/1992 – 8 miejsce w I lidze z Zawiszą Bydgoszcz
- 1997/1998 – 2 miejsce w II lidze z Aluminium Konin